# マデイラ諸島の旗

1974年のカーネーション革命からマデイラ自治地域成立までの間に活動した右派民兵組織、マデイラ諸島解放戦線（FLAMA）の旗。

マデイラ諸島の旗（までいらしょとうのはた、マデイラ自治地域の旗、ポルトガル語: Bandeira da Região Autónoma da Madeira）は、垂直三色旗であり左から順に青色、黄色（金色）、青色の順で色が配置されている。各色の幅は等しく、縦横の比率は2対3。黄色の中央にはポルトガルのシンボルでもある赤い縁取りのキリスト騎士団十字（Cruz da Ordem de Cristo）が描かれている。
青色は島国であることを表し、黄色は豊かな経済活動を可能にする穏やかな気候を表している。キリスト騎士団十字は、この諸島がポルトガルのキリスト騎士団の一員でエンリケ航海王子に仕える貴族であった航海家ジョアン・ゴンサルヴェス・ザルコとトリスタン・ヴァス・テイシェイラにより発見されたことによる。またポルトガル本国との結び付きも表す。
マデイラ諸島の旗の比率、色、象徴物などを規定した政令は、1978年7月28日にマデイラ自治地域により公布された。この旗の使用はポルトガル憲法により保障されており、マデイラ諸島は独自の政府を持ち、ポルトガルとは異なる旗や紋章を使用できる自治地域となっている。